# Hypothyris ignorata
Hypothyris ignorata är en fjärilsart som beskrevs av Richard Haensch 1905. Hypothyris ignorata ingår i släktet Hypothyris och familjen praktfjärilar. Inga underarter finns listade i Catalogue of Life.